# Nançois-le-Grand
 Nançois-le-Grand  es una población y comuna francesa, en la región de Lorena, departamento de Mosa, en el distrito de Commercy y cantón de Commercy.

## Demografía
| 78 | 68 | 55 | 59 | 61 | 60 |
| Para los censos de 1962 a 1999 la población legal corresponde a la población sin duplicidades (Fuente: INSEE [Consultar]) |    |    |    |    |    |